# 마시하버

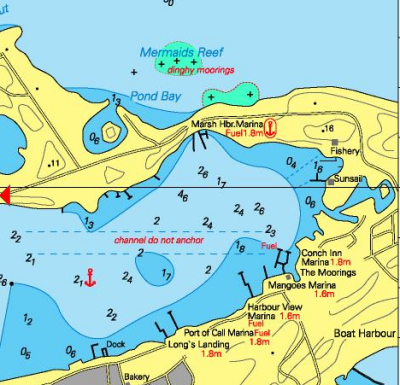

마시하버(Marsh Harbour)는 바하마 아바코 섬에서 가장 큰 도시로, 인구는 5,314명이다.